# Serra de la Font Negra
La Serra de la Font Negra és una serra situada al municipi de Farrera a la comarca del Pallars Sobirà, amb una elevació màxima de 2.391 metres.